# Global-Klasse

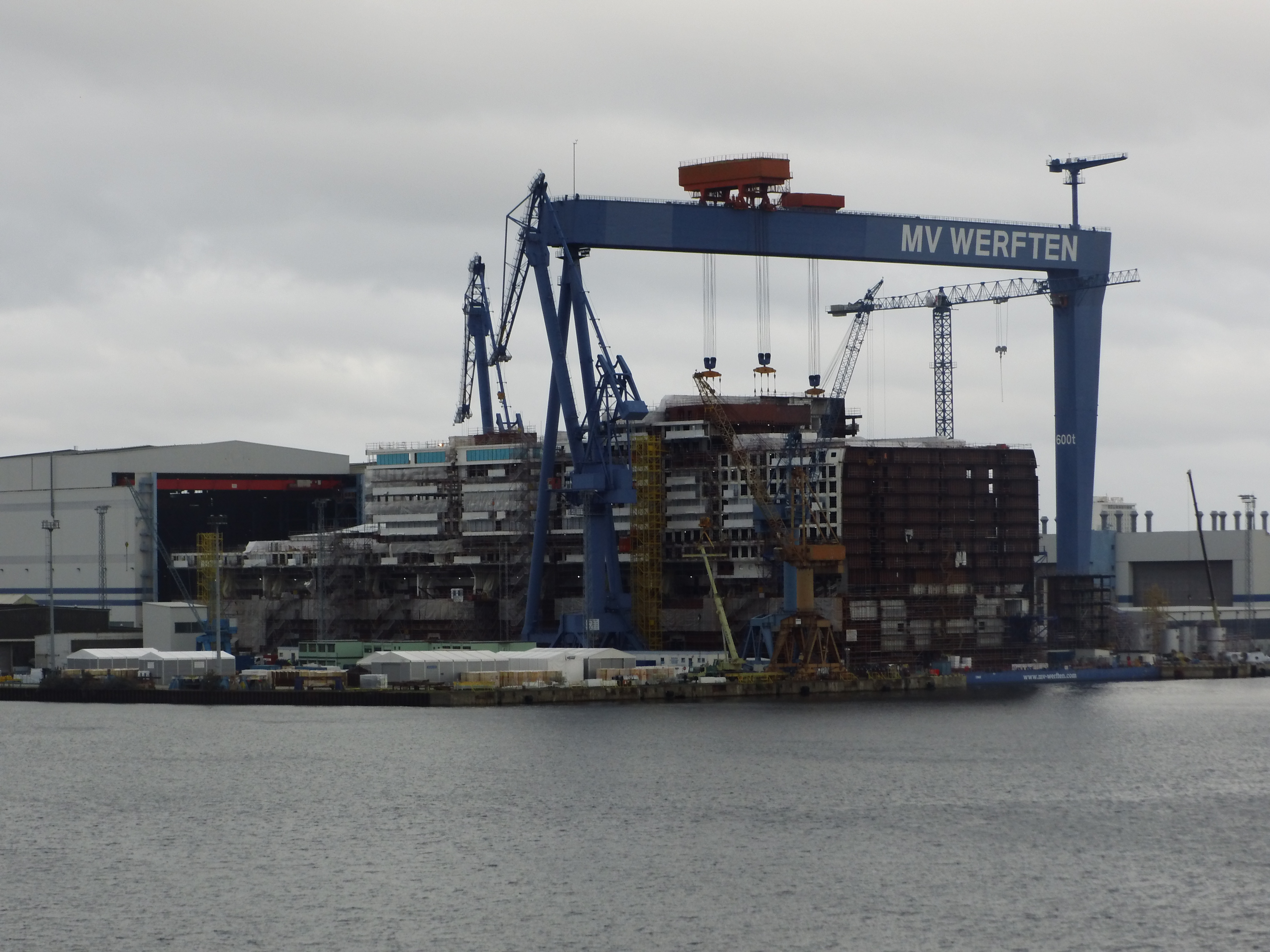
Das Typschiff Global Dream im Bau, September 2019

Die Global-Klasse ist eine Klasse aus ursprünglich zwei von Genting Hong Kong für die Marke Dream Cruises bestellten Kreuzfahrtschiffen. Der Bau beider Schiffe erfolgte bei den ebenfalls zu Genting Hong Kong gehörenden MV Werften Wismar und Warnemünde. Im Jahr 2022 meldeten sowohl die Werft als auch der Auftraggeber Insolvenz an. Das ursprünglich als Global Dream geplante Schiff wurde im November 2022 an Disney Cruise Line verkauft und soll 2025 als Disney Adventure von Meyer Wismar fertiggestellt werden. Das zweite Schiff wurde unvollendet verschrottet.

## Geschichte
Die Schiffe der Global-Klasse waren für den asiatischen Markt bestimmt, wo die ehemalige Muttergesellschaft der in Konkurs gegangenen MV Werften, der Genting-Konzern, die Unternehmen Star Cruises und Dream Cruises betrieb.
Beide Schiffe wurden im Mai 2016 von Genting Hong Kong für die Marke Star Cruises bestellt und sollten zunächst auf der Lloyd Werft Bremerhaven gebaut werden, die Genting 2015/2016 übernommen hatte. Die Ablieferung war für 2019 und 2020 geplant. Nachdem Genting jedoch auch die Nordic-Yards-Werften in Mecklenburg-Vorpommern übernommen hatte, wurde entschieden, dass die Schiffe stattdessen dort entstehen sollten. Ferner wurden die Schiffe nun für Dream Cruises, wie auch Star Cruises eine Tochter von Genting Hong Kong, bestimmt. Gemessen an der damals vorgesehenen Passagierzahl wären die Schiffe, Stand 2022, die größten Kreuzfahrtschiffe der Welt gewesen, mit einer Kapazität für jeweils 9500 Passagiere. Den Bau der beiden Schiffe unterstützt die Bundesrepublik Deutschland mit einer Exportgarantie von 2,6 Milliarden Euro.

### Global Dream
Der Bau des ersten Schiffes begann am 8. März 2018 mit dem ersten Stahlschnitt in Wismar und Warnemünde. Geplant war nun eine Ablieferung Ende 2020, die später abermals auf 2021 verschoben wurde. Die Global Dream wurde am 11. September 2018 in der Werft in Rostock-Warnemünde auf Kiel gelegt. Am 28. August 2019 gab das Unternehmen den Namen des Schiffes mit Global Dream bekannt. Im November desselben Jahres wurde das bis dahin gebaute mehr als 200 Meter lange Mittelteil von Warnemünde nach Wismar geschleppt, um das Schiff dort fertigzustellen. Hier wurden im Januar 2020 in der Montagehalle der Bug und das Heck an das Mittelteil montiert.

### Global One
Der Bau des zweiten Schiffes begann am 10. September 2019 in Warnemünde. Es wurde am 9. Dezember 2019 auf der Werft in Warnemünde auf Kiel gelegt Geplant war eine Fertigstellung nun im Jahr 2022.
Aufgrund des nicht bekanntgegebenen Namens wurde das zweite Schiff oft fälschlicherweise als Global Dream II oder Global II bezeichnet, tatsächlich im Register eingetragen war der Name Global One.

### Entwicklung nach Ausbruch der COVID-19-Pandemie
Im März 2020 begann in vielen Ländern die COVID-19-Pandemie. Die Arbeiten an beiden Schiffen wurden vorübergehend eingestellt. Die Arbeiten sollten frühestens nach Ende 2020 wieder aufgenommen werden. Die Global Dream war damals zu ungefähr drei Vierteln fertig. Das zweite Schiff, das in Rostock-Warnemünde im Bau war, befand sich noch im Anfangsstadium. Im Oktober 2020 berichtete der NDR, der Bau des zweiten Schiffs werde eingestellt und die Werft suche einen Abnehmer für das Abwracken.
Am 10. Januar 2022 stellten die MV-Werften einen Insolvenzantrag. Zuvor war es zwischen dem Bund, dem Land Mecklenburg-Vorpommern und Genting Hong Kong zu keiner Einigung über eine finanzielle Beteiligung der Eigentümergesellschaft an der Rettung der Werften gekommen. Noch im selben Monat meldeten auch Genting Hong Kong und schließlich auch Dream Cruises Insolvenz an.
Der Insolvenzverwalter hatte Schwierigkeiten, Käufer für die beiden Schiffe zu finden. Als Verkaufshindernisse galten unter anderem folgende Faktoren:
- seit dem Beginn des russischen Überfalls auf die Ukraine sind die Energie- und viele Lebensmittelpreise deutlich gestiegen; dies mindert die Kaufkraft vieler Konsumenten.
- die Regierung der VR China versucht, mit radikalen Lockdowns lokale COVID-19-Ausbrüche einzuhegen – selbst in Megacities und wichtigen Exporthäfen wie Shanghai, wodurch erhebliche Teile der Weltwirtschaft betroffen sind.[26]

Die Sektionen der Global One, bestehend aus 17.500 Tonnen Stahl, wurden in Warnemünde verschrottet.

### Verkauf derGlobal Dreaman Disney Cruise Line
Im November 2022 wurde die unvollendete Global Dream an Disney Cruise Line verkauft. Sie wird unter Federführung der Meyer Werft in Wismar fertig gebaut. Hierzu wurde das Unternehmen Meyer Wismar gegründet. Mehrere hundert ehemalige Beschäftigte der MV Werften wurden übernommen. Die Fertigstellung ist für 2025 geplant. Der Kaufpreis beträgt laut NDR und anderen Quellen 30 Millionen Euro. Die Alternative wäre laut Insolvenzverwalter eine Verschrottung in der Türkei gewesen, wobei dies im günstigsten Fall mit einer schwarzen Null oder sogar mit Verlusten geendet hätte.
Die Umbaukosten werden auf eine Milliarde Euro geschätzt, weil die neue Eigentümerin ein radikal anderes Konzept verfolgt. Unter anderem soll die Schiffsmaschine auf Methanol umgestellt, die Belegung pro Kabine auf mehrheitlich zwei statt vier Personen reduziert und Luxussuiten in vorgetäuschten Schornsteinen eingerichtet werden. Am 1. August 2023 erfolgte die symbolische Schlüsselübergabe an Meyer Wismar. Mit dem neuen Namen Disney Adventure verließ das Schiff am 19. April 2025 die Werfthalle. Es soll im Dezember 2025 in Singapur den Betrieb aufnehmen und danach für mindestens fünf Jahre dort stationiert werden. Sie soll mehrtägige Kreuzfahrten ab Singapur unternehmen und alle Tage ausschließlich auf See verbringen.

## Antrieb
Die Schiffe sollten mit je sechs MAN-4-Takt-Motoren vom Typ 48/60CR mit einer Gesamtleistung von 96.000 kW ausgestattet werden (Stand 2016). Disney entschied sich dazu, den Antrieb auf Methanol umzurüsten.

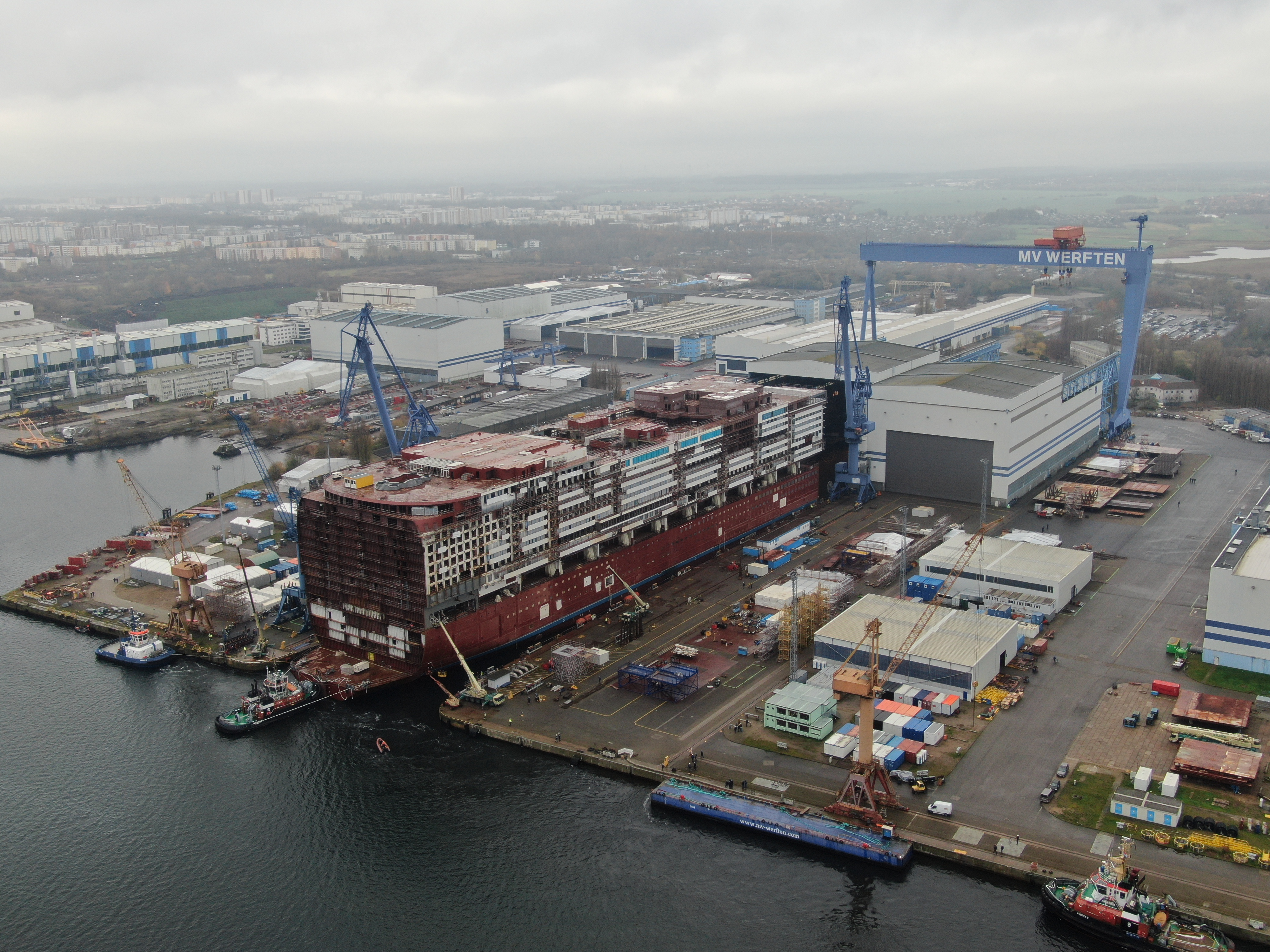
Der Mittelteil der Global Dream in Rostock-Warnemünde
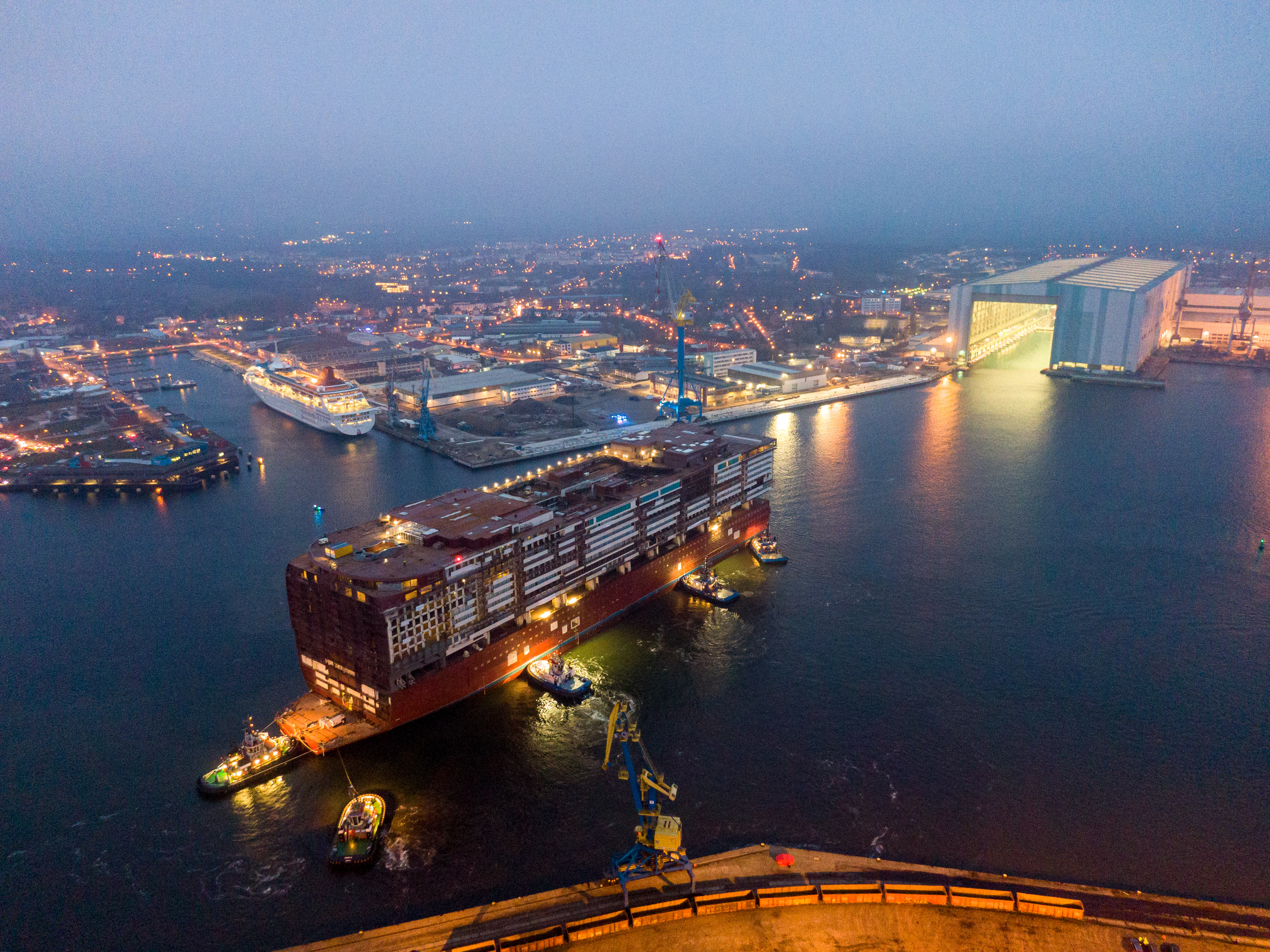
Transfer nach Wismar
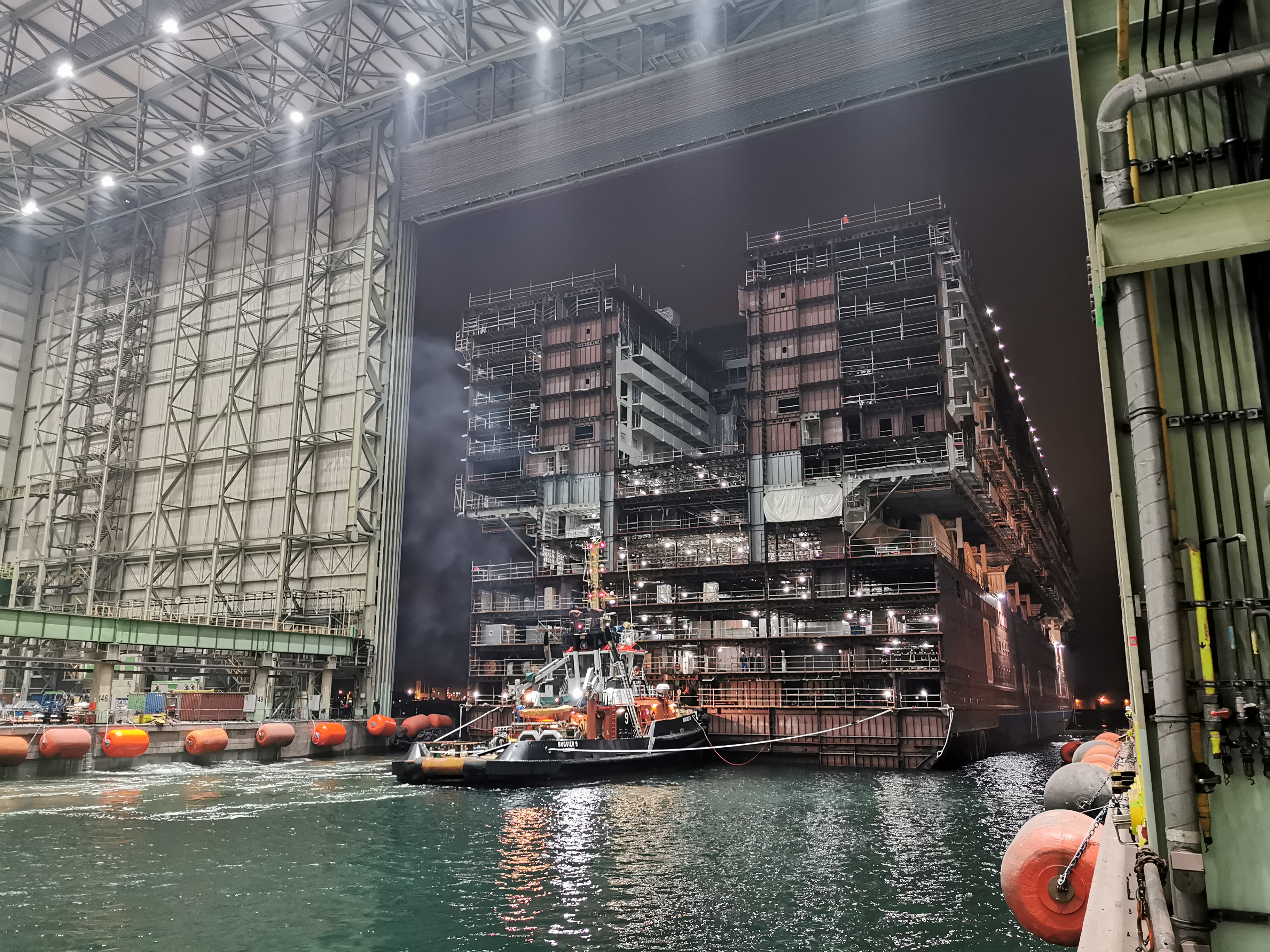
Eindocken in Wismar

## Übersicht der Schiffe
| Name         | Baunr. | IMO-Nr. | Status/Verbleib             |
| ------------ | ------ | ------- | --------------------------- |
| Global Dream | 125    | 9808986 | im Bau als Disney Adventure |
| Global One   | 126    | 9808998 | unvollendet verschrottet    |